# Diaphorus dasycnemus
Diaphorus dasycnemus är en tvåvingeart som beskrevs av Friedrich Hermann Loew 1858. Diaphorus dasycnemus ingår i släktet Diaphorus och familjen styltflugor.
Artens utbredningsområde är Kongo. Inga underarter finns listade i Catalogue of Life.